# Strada europea E603
La strada europea E603 è una strada europea che collega Saintes a Limoges. Come si evince dalla numerazione, si tratta di una strada di classe B posta nell'area delimitata a nord dalla E60, a sud dalla E70, ad ovest dalla E05 e ad est dalla E15.

## Percorso
La E603 è definita con i seguenti capisaldi di itinerario: "Saintes - Angoulême - Limoges".